# Fred Milano
Fred Milano nebo též Freddie Milano (26. srpna 1939 New York City, New York, USA – 1. ledna 2012) byl americký doo-wopový zpěvák. Byl členem skupiny The Belmonts, která se později spojila se zpěvákem Dionem a pojmenovala se Dion and the Belmonts. S touto skupinou slavil největší úspěchy. Byl uveden do Vocal Group Hall of Fame. Zemřel na rakovinu ve věku 72 let.